# 1959 في الأوروغواي
فيما يلي قوائم الأحداث التي وقعت خلال عام 1959 في الأوروغواي.

## سياسة

### تعيين في المنصب
- 15 فبراير – خورخي باتل Member of the Chamber of Representatives of Uruguay ‏.

## مواليد

### أبريل
- 24 أبريل – ماريو ساراليغي لاعب كرة قدم أوروغواياني.

### يونيو
- 20 يونيو – فينانسيو راموس لاعب كرة قدم أوروغواياني.

### يوليو
- 31 يوليو – ويلمار كابريرا لاعب كرة قدم أوروغواياني.

### أغسطس
- 8 أغسطس – روبن باث لاعب كرة قدم أوروغواياني.

### سبتمبر
- 2 سبتمبر – سيزار فيغا لاعب كرة قدم أوروغواياني.
- 4 سبتمبر – فيرناندو ألفيس لاعب كرة قدم أوروغواياني.
- 25 سبتمبر – إدواردو أسيفيدو لاعب كرة قدم أوروغواياني.
- 30 سبتمبر – دانييل فيليب ريفيليز لاعب كرة قدم أوروغواياني.

## وفيات

### ديسمبر
- 19 ديسمبر – أندريس مارتينيز ترويبا (مواليد 1884)